# F-FCSR
In crittografia con F-FCSR si indica una famiglia di cifrari a flusso progettati nel 2004 da Thierry Berger, François Arnault e Cédric Lauradoux, di cui alcuni elementi sono stati presentati come candidati al portafoglio dell'eSTREAM. I cifrari sono basati su un algoritmo di tipo FCSR (Feedback with Carry Shift Registers, o Registri a scorrimento a retroazione con riporto), da cui il nome, usato come generatore di numeri pseudo casuali. Un FCSR è simile ad un LFSR, da cui differisce per un registro che contiene i resti delle operazioni: in questo modo la funzione di transizione risulta non lineare.

## Algoritmi
Riferendosi alla sigla F-FSCR si suole indicare la versione originale dell'algoritmo, che è denominata F-FCSR-8: questa è ottimizzata per implementazioni software. Di questo algoritmo esiste anche una variante denominata F-FCSR-16: rispetto all'F-FCSR-8, presenta delle differenze riguardanti la struttura stessa dell'algoritmo, modifiche introdotte per porre rimedio ad alcune debolezze emerse dall'analisi effettuata dai crittanalisti durante la partecipazione all'eSTREAM. Altre differenze minori riguardano la dimensione della chiave, che è lunga 80 bit mentre può essere anche di 128 bit nel secondo, e la dimensione in bit della word estratta dall'FCSR, indicata dal numero presente nella sigla (8 o 16).
Esistono anche due versioni ottimizzate per implementazioni hardware: esse sono identificate come F-FCSR-H e F-FCSR-H v.2, dove la lettera "H" serve proprio ad indicare tale ottimizzazione. Anche in questo caso, la versione 2 è uscita per correggere le falle riscontrate nella struttura dell'F-FCSR-H.

## eSTREAM
La partecipazione di questi algoritmi all'eSTREAM non è stata positiva. L'F-FCSR-8/16 è stato archiviato dopo la prima fase mentre l'F-FCSR-H/-H v.2, inizialmente inserito nel portafoglio finale delle primitive crittografiche consigliate, è stato da questo tolto nel 2008 durante la sua prima revisione.